# Oisseau
Oisseau är en kommun i departementet Mayenne i regionen Pays de la Loire i nordvästra Frankrike. Kommunen ligger i kantonen Mayenne-Ouest som tillhör arrondissementet Mayenne. År 2022 hade Oisseau 1 124 invånare.

## Befolkningsutveckling
Antalet invånare i kommunen Oisseau
| Referens: INSEE |